# Phialoba steinbecki
Phialoba steinbecki is een zeeanemonensoort uit de familie Actiniidae.
Phialoba steinbecki is voor het eerst wetenschappelijk beschreven door Carlgren in 1949.